# John Eustace
John Mark Eustace (ur. 3 listopada 1979 w Solihull) – angielski piłkarz. Występujący na pozycji środkowego pomocnika. Wcześniej grał w Coventry City, w Stoke City oraz w Watford. Był także wypożyczany do Dundee United, Middlesbrough, Hereford United i Derby County.

## Kariera klubowa
Eustace rozpoczął karierę w Coventry City jako stażysta. Pomimo tego, że w klubie był przez siedem lat, wystąpił tylko w 98 meczach z powodu różnych kontuzji. Gdy miał 19 lat poszedł na wypożyczenie do Dundee, żeby zdobyć doświadczenie. Zagrał 11 meczów i zdobył jedną bramkę w meczu z Hearts. Wrócił do Coventry, gdzie zaczął grać w pierwszym zespole. W sezonie 2000/2001 zagrał 32 mecze ligowe, jednak jego klub spadł z Premier League. Na początku kolejnego sezonu, został mianowany kapitanem drużyny przez trenera Gordona Strachana. Jednakże w dniu 8 września 2001 roku doznał kontuzji i miał pałzować 7 miesięcy. Do gry powrócił w kwietniu 2002 roku. Kolejny sezon, Eustace rozpoczął dobrze, wzrosło nim zainteresowanie klubów z Premier League. Był to Middlesbrough, do którego został wypożyczony. Zagrał z Liverpoolem, gdzie obejrzał żółtą kartkę. Eustace zaliczył 33 mecze ligowe. Jego ostatni mecz w barwach Coventry został rozegrany w sezonie 2003/4 przeciwko Stoke City.

## Stoke City
Po przejściu do Stoke, Eustace zadebiutował w wygranym 3-0 meczu z Derby County. W tym sezonie pomógł Stoke i klub zajął 11 miejsce w tabeli, a Eustace strzelił 5 goli w sezonie. W meczu z Wigan Athletic,Eustace doznał kontuzji. Uraz miał trwać do końca sezonu. Eustace podpisał nową umowę, która będzie obowiązywać go do sezonu 2006/7. W czerwcu 2006,Eustce wrócił po kontuzji. Zagrał przeciwko Newcastle i jego zespół wygrał 2-0. W dniu 13 października 2006 roku, Eustace został wypożyczony do Hereford United. W czasie pobytu w tej drużynie był kluczowym graczem, i został wypożyczony na jeden rok. Jednak w dniu 14 grudnia 2006 został odwołany z klubu na wypożyczeniu, ponieważ Stoke City nie miało żadnego pomocnika z powodu zawieszeń i kontuzji. Pierwszy mecz po powrocie do Garncarzy, rozegrał przeciwko Millwall w 3 rundzie. FA Cup. W sumie zaliczył 21 występów. Później pomocnik podpisał 1-roczny kontrakt z klubem. Był kapitanem zespołu, i grał w pierwszym składzie, w pierwszej części sezonu. Został on wykupiony przez Watford w ostatnim dniu okienka transferowego.

## Watford
W dniu 31 stycznia 2008 roku Watford kupiło Johna Eustace. W dniu 20 września 2008 roku strzelił samobójczą bramkę w meczu ligowym z Reading. W dniu 9 marca 2009 roku dołączy do rywali Derby County, aby pomóc rozwiązać kryzys. Zadebiutował w zremisowanym meczu z Southampton 1-1. Na początku maja wrócił do Watford. Eustace został coraz częściej wybierany kapitanem drużyny Watfordu, aż w końcu został stałym kapitanem pierwszego składu. W sezonie 2010/11 piłkarz podpisał nową 2-letnią umowę z klubem. W roku 2011 po bardzo dobrej grze, przedłużył kontrakt z klubem do roku 2013.